# Villa Schroedel

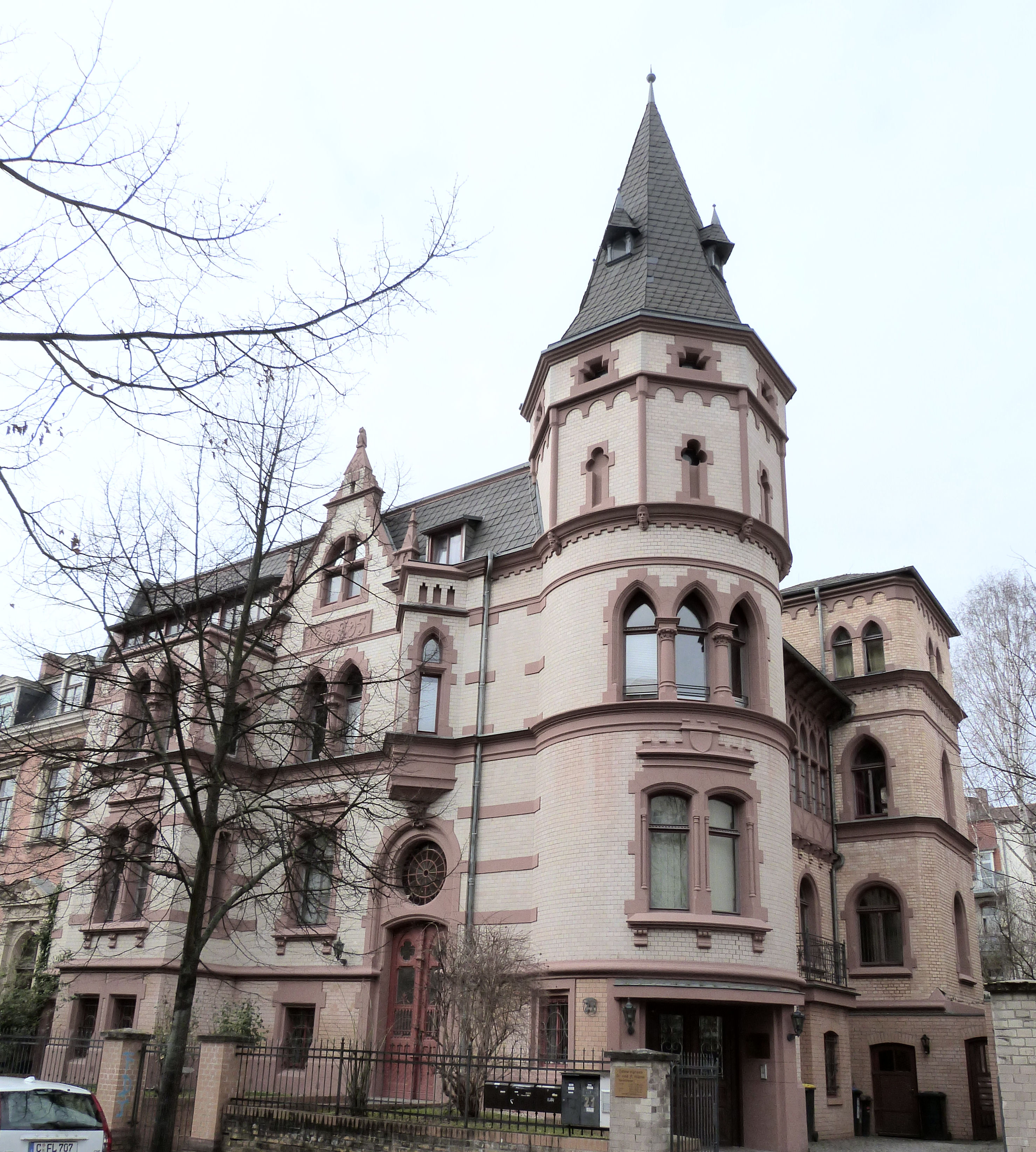
Villa Schroedel

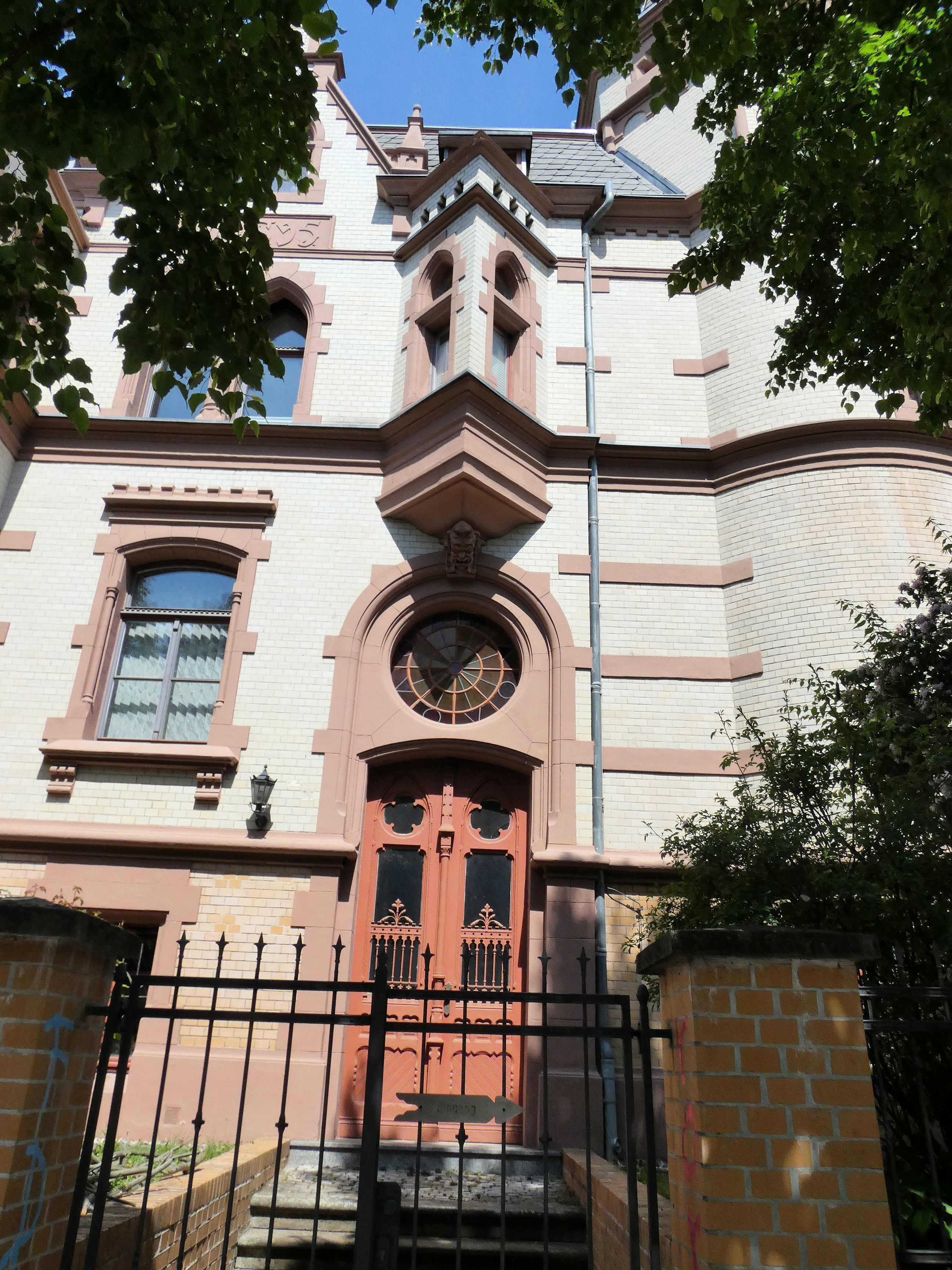
Eingangsbereich

Die Villa Schroedel in Halle (Saale), Reichardtstraße 21, ist ein in den Jahren 1895/1896 für den Verlagsbuchhändler Hermann Ludwig Schroedel (1864–1943) im neugotischen Stil erbautes großbürgerliches Wohn- und Geschäftshaus. Schroedel war der Begründer des Schroedel Verlags. Im Denkmalverzeichnis der Stadt Halle ist die Villa unter der Erfassungsnummer 094 07300  verzeichnet.

## Lage
Das Haus wurde in der damals noch selbständigen Gemeinde Giebichenstein im Norden von Halle errichtet. In der nach Johann Friedrich Reichardt benannten, 1893 neu angelegten Straße sind 1895 erst sieben von insgesamt 22 Häusern fertiggestellt und bewohnt. Die Villa mit der Nr. 21 schließt als wirkungsvoller Kopfbau am Ostende der nördlichen Straßenseite an die bereits fertig gestellten Häuser Nr. 19 und 20 an. In unmittelbarer Nachbarschaft wohnte im Haus Reichardtstraße 19 im Erdgeschoss schon seit 1895 die Familie von Gottfried Riehm. Heute ist die beiderseits mit Lindenbäumen bepflanzte Wohnstraße von villenartigen, herrschaftlichen Stadthäusern mit eingefriedeten Vorgärten in verschiedenen Stilen des Historismus und des Jugendstils geprägt.

## Geschichte und Architektur
Bauherr der Villa war der Verlagsbuchhändler und Kommerzienrat Hermann Ludwig (genannt Louis) Schroedel – ab 1918 von Schroedel-Siemau –  dessen Vater Friedrich Ludwig (genannt Louis) Schroedel (1823–1884) im Jahr 1850 Teilhaber und 1863 alleiniger Inhaber der im Jahre 1792 gegründeten Kümmelschen Sortiments- und Verlagsbuchhandlung wurde. 1885 übernahm Hermann Louis Schroedel den Verlagsbereich des väterlichen Geschäfts und legte damit unter seinem Namen die Wurzeln zu einem der renommiertesten, bis 2003 bestehenden Verlag, der besonders für seine Schulbücher bekannt war.
Nach Beendigung des Zweiten Weltkriegs verlegte 1945 sein Sohn Joachim von Schroedel-Siemau (1901–1963) den Verlagssitz von Halle zuerst nach Wolfenbüttel und im Jahr 1949 nach Hannover.
Als Architekt gewann Schroedel den in Halle geborenen Friedrich Fahro, der sich bereits einen Namen durch zahlreiche Kirchenbauten gemacht hatte und insbesondere durch die Architekturauffassung seines Lehrers Conrad Wilhelm Hase, der die neogotische Stilrichtung bevorzugte, geprägt war. Seit der Mitte des 19. Jahrhunderts propagierte Hase die sogenannte Hannoversche Schule, die das Bauen „von innen nach außen“ einschloss.  Danach wurden die Räume, im Gegensatz zu den blockhaften Anordnungen des Klassizismus, nach dem Argument der Wohnlichkeit zweckmäßig angeordnet, so dass sich ein malerisch-verschachtelter Baukörper ergab.
Friedrich Fahro schuf nach diesen Grundsätzen einen aufwändig mit  rotem Sandstein gefassten, zweigeschossigen Ziegelbau  über einem hohen Souterrain mit Altan, Kasten- und Dreieckserker sowie einem runden Eckturm mit hohem Spitzhelm. Das Eingangsportal bekrönt eine nach gotischem Vorbild angefertigte Fensterrose. Aber auch die teilweise gekoppelten Spitzbogenfenster, die an Schießscharten erinnernden Fenster im Obergeschoss des Eckturms sowie der bildhauerische Fassadenschmuck sind als wesentliche Elemente neogotischer Architektur auszumachen. Es ist ein straßenbildbeherrschender malerisch-asymmetrischer Baukörper entstanden, der auch Bedeutung im Ensemble mit dem 1895 angelegten Wettiner Platz – heute Rosa-Luxemburg-Platz – hat.
Laut Adressbuch war Hermann Louis Schroedel seit dem 1. März 1896 in seinem neuen Haus wohnhaft. Nach dem Weggang der von Schroedels  aus Halle im Jahr 1945 wechselte das Gebäude mehrmals die Eigentümer. Heute befindet  sich das sanierte Gebäude wieder im Besitz von Nachfahren des Bauherrn und ist teilweise vermietet, u. a. an eine Zahnarztpraxis.